# Люди Икс: Апокалипсис
«Люди Икс: Апокалипсис» (англ. X-Men: Apocalypse) — американский супергеройский фильм 2016 года, режиссёра Брайана Сингера по сценарию Саймона Кинберга и сюжету Сингера, Кинберга, Майкла Догерти и Дэна Харриса. Фильм основан на комиксах Marvel Comics о Людях Икс. Это девятый фильм в серии фильмов о Людях Икс, шестой фильм в основной серии и продолжение фильма «Люди Икс: Дни минувшего будущего» с участием Джеймса Макэвоя, Майкла Фассбендера, Дженнифер Лоуренс, Оскара Айзека, Николаса Холта, Роуз Бирн, Тая Шеридана, Софи Тёрнер, Оливии Манн и Лукаса Тилла. По сюжету древний мутант Эн Сабах Нур / Апокалипсис непреднамеренно возрождается в 1983 году, и он планирует уничтожить современную цивилизацию и захватить мир, заставляя Людей Икс попытаться остановить его и победить его команду мутантов.
Фильм был анонсирован Сингером в декабре 2013 года, и Кинберг, Догерти и Харрис были включены в проект для создания сюжета. Кастинг начался в октябре 2014 года, а съёмки начались в апреле 2015 года в Монреале и закончились в августе того же года.
Премьера фильма состоялась 9 мая 2016 года в Лондоне, 19 мая в России и 27 мая в США в форматах RealD 3D, IMAX 3D, 4DX и Dolby Cinema компанией 20th Century Fox. Фильм получил смешанные отзывы от критиков. Продолжение под названием «Люди Икс: Тёмный Феникс» было выпущено 7 июня 2019 года

## Сюжет
Древний Египет, 3600 год до н. э. В Долине Нила люди приветствуют своего правителя как божество. Им оказывается древний и сильный мутант по имени Эн Сабах Нур. В главной пирамиде готовится ритуал по переселению сущности мутанта в новое тело, мутанта, способного к быстрому самоисцелению, что даст ему способность не стареть и быть неуязвимым. По условному сигналу группа заговорщиков среди стражи пытается сорвать ритуал, чтобы погубить «ложного бога». Пирамида начинает разрушаться, что заставляет толпу разбегаться. Четверо верных слуг — мутантов в виде Всадников Апокалипсиса — ценой своих жизней спасают жизнь своего хозяина, но ритуал прерван, Эн Сабах Нур не проснулся в новом теле, оставшись на тысячелетия в спячке глубоко под завалами.
1983 год. В Каире переодетая бедуинкой агент ЦРУ доктор Мойра Мактаггерт становится свидетелем того, как сектанты культа Эн Сабах Нура, раскопав обломки той пирамиды, пытаются пробудить древнего мутанта. Мойра, сама того не ведая, помогает им, оставив проход к руинам открытым, отчего на золотую верхушку (пирамидион) пирамиды падает солнечный свет, вновь активировав её. Его освобождение из-под завала вызвало серию землетрясений по всему миру.
После трагических событий в Вашингтоне Эрик Леншерр вернулся на родину в Польшу, сменил имя и 10 лет живёт в глубинке, скрывая свои способности. У него есть жена Магда и дочь, у которой начинают проявляться способности мутанта — призыв и управление дикими животными. Эрик работает на литейном заводе и во время землетрясения применяет свою силу для того, чтобы спасти жизнь другому рабочему. Работники завода никак не реагируют, но Эрик боится, что его раскроют, и, вернувшись домой и боясь за родных, решает срочно уехать. Не обнаружив дочь Нину в комнате, он вместе с женой бежит в лес её искать и обнаруживает в окружении сотрудников польской гражданской милиции, некоторые из которых были его знакомыми и друзьями. Они знают, кто он такой, поэтому не взяли ничего металлического и хотят его арестовать. Эрик соглашается сдаться, прося отпустить Нину, но едва она оказывается вместе с матерью, из-за стресса начинают проявляться её силы, насылая на милиционеров стаю хищных птиц. Один из милиционеров случайно спускает тетиву с натянутого лука, и стрела пронзает жену и дочь Эрика насквозь. Члены семьи Магнето умирают у него на руках. Взяв с груди дочери медальон с фотографиями своих родителей, Магнето, испытывая сильнейшую боль утраты, убивает им всех милиционеров.
Тем временем Рэйвен Даркхолм в Европе помогает мутантам, попавшим в беду. В Восточном Берлине она освобождает Курта Вагнера и Ангела из заведения, где мутанты под прицелом оружия участвуют в боях без правил на потеху людям. Ночной Змей увязывается за ней, хотя она считает, что её работа выполнена. Рэйвен приходит к Калибану, мутанту-торговцу, который за деньги подсказывает, где найти того или иного мутанта. На самом деле Калибан просто пользуется телепатическими способностями женщины - ниндзя Элизабет Бреддок, которая служит ему телохранителем. Калибан рассказывает Рэйвен об обнаружении Магнето, во время которого была убита его семья и много полицейских. Рэйвен решает просить помощи у профессора Чарльза Ксавьера.
В это время Скотт Саммерс во время урока в школе, на котором рассказывают про Людей Икс, начинает чувствовать сильное жжение в глазах. Стресс из-за стычки со школьным хулиганом, который считал, что Скотт подмигивает его девушке, окончательно пробуждает его способность выпускать из глаз лазерные лучи, что вызывает сильные разрушения в помещении. Надев ему на глаза повязку, старший брат Алекс привозит его в школу профессора Ксавьера, где Скотт знакомится с рыжеволосой красивой девушкой Джин Грей, наделённой даром телепатии и телекинеза. Убедившись, какой разрушительной силой обладает младший из Саммерсов, профессор с радостью принимает Скотта в школу. Хэнк МакКой делает Скотту специальные кварцевые очки, которые сдерживают его силу и помогают видеть без вреда для окружающих. В ночь высвобождения Эн Сабах Нура Джин видит во сне картины разрушений по всему миру и считает свою плохо контролируемую силу причиной этого. Чарльз успокаивает её и решает с помощью Церебро выяснить настоящую причину. В Каире он находит Мойру. Чарльз решает отправиться с Алексом в штаб-квартиру ЦРУ поговорить со старой знакомой. Мойра не узнает Чарльза и его спутника, потому что Чарльз после событий на Кубе стёр ей память, однако Мойра делится с ними найденными данными. Она рассказывает про древнего мутанта Эн Сабах Нура, который родился около 10 000 лет назад и был первым мутантом среди людей. Переселяя свою сущность в новое тело мутанта, когда старое было на грани смерти, он накапливал способности мутантов. При нём всегда были четверо последователей. Алекс сравнил их с Четырьмя всадниками Апокалипсиса.
У себя дома Питер Максимофф смотрит сюжет новостей о Магнето, приуроченный к десятилетию событий в Вашингтоне. Когда в комнату входит его мать, он переключает канал. Питер давно понял, кем ему приходится Леншерр, и решает найти его с помощью Ксавьера.
Апокалипсис ходит по Каиру и видит юную египтянку Ороро Монро, живущую за счёт сочетания своих способностей и воровства на местном рынке. Шторм пытается убежать от разъярённых торговцев, но её зажимают в тупик и хотят по местным обычаям отрубить руку, однако Эн Сабах Нур убивает торговцев. Шторм приводит Апокалипсиса к себе в дом, где пытается с ним говорить на разных языках. Эн Сабах Нур прикасается к телевизору и с его помощью изучает современные языки и узнает о произошедшем в мире за время его отсутствия. Эн Сабах Нур замечает на стене плакат с Мистик и Шторм говорит ему, что она её кумир. Вместе со Шторм, с помощью портала, он отправляется на поиск сильных мутантов, достойных стать его последователями. Они оказываются в убежище Калибана, где вторым последователем становится Псайлок, женщина - телепат, умеющая создавать холодное оружие из энергии.
Псайлок выводит Апокалипсиса на Ангела, который повредил крыло в бою с Куртом Вагнером в заведении и теперь не может летать. Эн Сабах Нур создаёт ему новые крылья, сделанные из металла, и перья, острые как бритва, которые теперь можно использовать как метательное оружие. Последним своим всадником Апокалипсис решает сделать Магнето. Они вместе с другими последователями прибывают на литейный завод как раз, когда Эрик готовился отомстить рабочим за то, что те сдали его милиции. Эн Сабах Нур сам расправляется с людьми и зовёт Магнето с собой. Он переносит его в концлагерь Освенцим на то место, где в 1944 году впервые проявились его способности. Он увеличивает его силу и предлагает почувствовать металл, содержащийся во всей Земле. Эрик от боли утраты своей семьи и нахлынувших воспоминаний об убийстве родителей в ярости сносит весь концлагерь, заставляя металл вырваться из всех построек.
Чарльз возвращается в свой дом вместе с Мойрой и встречает там Рэйвен. Перекинувшись парой слов, они идут к Церебро, чтобы найти Магнето. В этот момент Апокалипсис создаёт своим последователям новые доспехи. Эрик понимает, что с ним пытается связаться Чарльз, и отвечает ему. Но это улавливает и Эн Сабах Нур, он проникает через связь Эрика с Чарльзом в сознание Ксавьера и перехватывает управление Церебро. Он заставляет всех несущих боевое дежурство людей во всех ядерных державах запустить все боеголовки в космос, тем самым лишив планету ядерного оружия. Теперь Апокалипсис чувствует себя в безопасности от оружия людей. На секунду освободившись из-под контроля Апокалипсиса, Чарльз просит Алекса разрушить Церебро. Сделав это, друзья и ученики выносят Ксавьера из комнаты с Церебро. Им навстречу из портала выходит Апокалипсис со своими всадниками. Магнето захватывает в плен оказавшегося без сознания Чарльза Ксавьера и уносит его в портал. Алекс пытается их остановить, но своим лучом попадает в модифицированный двигатель Чёрного Дрозда, что приводит к мощнейшему взрыву. Взрыв уничтожает всю школу, но всех спасает появившийся Питер, используя суперскорость. Все с ужасом понимают, что брат Скотта погиб, так как был слишком близко к эпицентру. Внезапно на место взрыва на вертолёте прибывает военная группа, в командире которой Мистик узнаёт офицера Уильяма Страйкера, который долгие годы занимается экспериментами над мутантами. Все мутанты, кроме вовремя укрывшихся Скотта, Джин и Курта, оглушены, а Страйкер забирает Рэйвен, Питера, Мойру и Хэнка. В увозящий их вертолёт незамеченными проникают Джин, Скотт и Курт, но подавляющее поле, изобретённое учёными Страйкера, не позволяет мутантам использовать способности.
На базе Страйкера на Солёном Озере мутанты ищут способ освободить своих друзей, но натыкаются на плотно закрытую камеру, из которой доносится рычание. Джин говорит, что это человек, которому стёрли память. Как только она освобождает засовы, оттуда вырывается Логан и в ярости убивает всех солдат на своём пути. Юные мутанты догоняют его, а Джин с помощью телепатии успокаивает Логана, снимает с него шлем ментального программирования «Оружие Икс» и возвращает ему часть памяти. Логан выдёргивает из себя провода, сбрасывает амуницию и сбегает в снежный лес. В это время Апокалипсис требует, чтобы Чарльз отправил человечеству послание о его возрождении, используя его способности вместо Церебро. Сообщение слышит каждый на планете, но Чарльзу удаётся передать личное сообщение Джин, в котором он сообщает про место, где они находятся. Вместо последней фразы, в которой Эн Сабах Нур требует от всех присягнуть ему на верность, Чарльз призывает всех к сопротивлению. Апокалипсис принимает решение переселиться в тело Чарльза, чтобы получить его способность к телепатии, и строит пирамиду для ритуала, так как со способностью Чарльза Апокалипсис сможет управлять каждым человеком на Земле. Джин, получив послание профессора, с помощью Курта и Скотта освобождает остальных. Придя в себя, Питер сообщает Рэйвен, что Эрик — его отец. Они надевают лётные костюмы и улетают на боевом самолёте Страйкера в Каир.
Апокалипсис дарит Магнето новый шлем и велит ему разрушить всё, что было построено людьми, начиная с бронзового века. Магнето поднимается над землёй и создаёт мощнейшее магнитное поле, вызывающее глобальные разрушения всего, что содержит металл. Внутри пирамиды Ангел кладёт Ксавьера на ритуальный стол. Апокалипсис приказывает ему и остальным охранять его, пока не завершится ритуал.
Псайлок, Ангел и Шторм вступают в бой с командой людей Икс. Рэйвен и Питер находят Магнето и пытаются убедить его одуматься. Рэйвен пытается убедить Эрика, что он ещё не всё потерял. У Питера не хватает духу признаться отцу, кто он, и он говорит, что борется за семью. Не получив от Эрика ответа, они уходят. Курту удаётся пробраться в центр пирамиды и спасти Чарльза от почти завершившегося переселения Эн Сабах Нура, в результате которого профессор полностью лишается волос на голове.
Люди Икс собираются улететь на самолёте, но Псайлок и Ангел нападают на них. Курт тратит все силы на перемещение всей своей команды в одно из уцелевших зданий поблизости и теряет сознание. Ангел остаётся в вошедшем в штопор самолёте, а Псайлок спрыгивает и спасается, зацепившись энерго-клинком за здание. Апокалипсис в ярости ищет Чарльза, который оказывается рядом с Мойрой, но Питер издевательски начинает избивать его на суперскорости. Эн Сабах Нур с помощью своих сил замечает его и вскоре ловит Питера, заключая ему ногу в землю. Сломав Питеру ногу, он приказывает подошедшей Псайлок убить его, но та внезапно рассекает Апокалипсису шею: это оказывается Рэйвен. Но, быстро исцелившись, Эн Сабах Нур хватает её за горло и начинает душить. Мистик оказывается в опасности. Ксавьер решает сдаться, потому что Апокалипсису нужен именно он. Но потом он осознаёт, что после незаконченного ритуала связан с Апокалипсисом. Поэтому он встречается с врагом в его сознании, где показывает, каково быть мощным телепатом, каково слышать всех людей. Это отвлекает мутанта, и он отпускает Рэйвен, которую уносит Зверь в безопасное место. Но Апокалипсис вновь перехватывает контроль над своим телом, и Чарльз вынужден просить помощи у Джин. Апокалипсис, избивая Чарльза внутри своего сознания, движется в сторону укрытия профессора и его последователей.
В это время перед Апокалипсисом в землю втыкаются две стальные балки в форме буквы X. Апокалипсис шокирован, что Магнето его предал, но тот говорит, что предал не его, а Ксавьера и отправляет в Апокалипсиса волны металлических обломков. Тот сжигает весь металл на подлёте, причём одновременно Циклоп стреляет в него лучами. Чарльз продолжает с ним бой с помощью телепатии. Но Апокалипсис оказывается сильнее — он побеждает в телепатическом бою Чарльза, выдерживает выстрелы Скотта, вмуровывая его в стену, отражает попытку Зверя напасть и всё увереннее противостоит атаке Магнето. Тогда в бой вступает Джин. По просьбе Чарльза она выпускает силу Феникса и разрывает тело Апокалипсиса. Доспехи, защищавшие его, сметает прочь. Апокалипсиса пронзают железные балки Магнето, Циклоп снова стреляет в цель. Апокалипсис хочет сбежать, открыв портал, но его блокирует Шторм, увидевшая, что тот отнёсся к израненному Ангелу как к отработанному материалу и чуть не убил её кумира Рэйвен, вдохновившую девушку, как и многих других, на то, что мутантам не стоит бояться своих способностей. С помощью Джин Апокалипсис окончательно превращается в прах и развевается по ветру. Перед смертью он произносит — «Всё открылось». Видя, что Апокалипсис мёртв, Псайлок уходит восвояси.
Чарльз возвращает память Мойре. Эрик и Джин с помощью своих сил заново отстраивают институт Ксавьера. Ртуть и Шторм решают присоединиться к Людям Икс и остаться в школе. Профессор Ксавьер и Магнето снова беседуют о надежде. Эрик покидает школу, оставляя Рэйвен и Хэнка руководить тренировкой Людей Икс «Первого Поколения» (Циклоп, Феникс, Шторм, Ночной Змей и Ртуть). В тренировочной комнате опасностей команда готовится к сражению со стражами.
В сцене после титров человек в пиджаке забирает с базы Страйкера образец крови Логана и помещает его в чемоданчик с надписью «ЕSSEX СORP».

## В ролях
- Джеймс Макэвой — профессор Чарльз Ксавьер: 
Мутант-пацифист и самый могущественный в мире телепат, который является основателем Школы Ксавьера для одаренных подростков и возглавляет команду мутантов, известных как Люди Икс, чтобы защитить человечество и бороться со смертельным врагом внутри. Во время последней части производства фильма Макэвой побрил голову для этой роли[6].
- Майкл Фассбендер — Эрик Леншерр / Магнет: 
Мутант выживший в освенцим, способный контролировать магнитные поля и манипулировать металом, который когда-то был самым близким союзником и лучшим другом Ксавьера, пока его вера в то, что человечество и мутанты никогда не будут сосуществовать, не привела к их разлуке. Он печально известен во всем мире своей попыткой убить президента США Ричарда Никсона в прямом эфире 10 лет назад.
  - Билл Милнер появляется в архивных кадрах в роли юного Эрика.
- Дженнифер Лоуренс — Рэйвен Даркхолм / Мистик:
Мутант, способная менять внешний облик, всемирно известная тем, что спасла жизнь Никсона 10 лет назад. Когда-то она была ближайшим союзником Ксавьера и его приёмной сестрой. Лоуренс сказала: «Она слышит о том, что случилось с Эриком, и хочет найти его и помочь ему»[7].
- Николас Холт — Хэнк Маккой / Зверь: 
Мутант с атрибутами леонина, гипкими ногами и сверхчеловеческими физическими способностями. Хэнк выступает в качестве учителя в школе Ксавьера и создаёт изобретения для проблемных учеников. Он также построил Икс-Джет[8].
- Оскар Айзек — Эн Сабах Нур / Апокалипсис: 
Родившийся в древние времена и, предположительно, первый в мире мутант, он обладает различными разрушительными сверхчеловеческими способностями, включая телекинез, киберпатию, телепортацию и способность к увеличению способностей других мутантов, в результате того, что он способен накапливать силы при переносе своего сознания из одного тела в другое. Айзек описал Нура как «творческую разрушительную силу Земли». Он добавил: «Когда всё начинает идти не так, или когда кажется, что все не движется к эволюции, [Эн Сабах Нур] разрушает эти цивилизации»[7]. Айзеку пришлось пройти через обширные применения грима и протезирования, и носить сапоги на высоких каблуках, чтобы казаться выше, и 40-фунтовый костюм. Полный костюм был некомфортным, особенно во влажной среде сцен на открытом воздухе, что заставило Айзека проходить в охлаждающую палатку между дублями. Старый облик Нура (в начале фильма) сыграл Бердж Гарабедян, 70-летний канадский агент по недвижимости и заядлый поклонник серебряного экрана в его первой роли в титрах фильма[9].
- Роуз Бирн — Мойра Мактаггерт: 
Оперативныф агент ЦРУ, которая впервые встретила и влюбилась в Ксавьер в фильме «Люди Икс: Первый класс», где он стер части её воспоминаний о нём и Людях Икс в конце. Саймон Кинберг сказал, что они «по сути, незнакомцы», когда встречаются в этом фильме.[10].
- Эван Питерс — Питер Максимофф / Ртуть: 
Мутант, который может двигаться, думать и воспринимать на гиперзвуковых скоростях, и сын Магнето[11].
- Джош Хелман — полковник Уильям Страйкер: 
Военный офицер, который ненавидит мутантов и за десять лет после «Дней минувшего будущего» разрабатывал свои планы по решению «проблемы мутантов»[8].
- Софи Тёрнер — Джин Грей: 
Мутант, которая боится своей телепатической и телекинетической способностей, и один из самых ценных студентов Чарльза Ксавьера[12]. Тёрнер утверждает, что она была выбрана в фильме из-за «тёмной стороны» ее персонажа Сансы Старк в «Игре престолов». Она сравнила Джин с Сансой и описала, что она — изгой в человеческом мире, которая борется со своей силой и даром, так же, как чувствовала Санса, которая хотела жить нормальной жизнью[13]. Тернер училась стрелять из лука, готовясь к роли.[14].
- Тай Шеридан — Скотт Саммерс / Циклоп: 
Мутант, который стреляет разрушительными оптическими лучами и носит рубиновый козырёк или солнцезащитные очки, чтобы стабилизировать и сдерживать их, является младшим братом Хавока. Шеридан описывает Циклопа как «сердитого и немного потерянного». Он добавил: «Сейчас он учится быть мутантом и пытается справиться со своими силами»[15].
- Лукас Тилл — Алекс Саммерс / Хавок: 
Мутант, который обладает способностью поглощать энергию и высвобождать её разрушительной силой из своего тела, старший брат Циклопа.
- Коди Смит-МакФи — Курт Вагнер / Ночной Змей:[16] 
Немецкий[12] мутант, способный телепортироваться и один из новых учеников Чарльза Ксавьера. Сингер сказал, что Ночной Змей является источником рязрядки смехом[17].
- Бен Харди — Ангел: 
Мутант с птичьими перьями крыльями, который получает металлические крылья, которые могут стрелять как острыми перьями, похожие на его версию в комиксах[18]. Харди практиковал крытые прыжки с парашютом, готовясь к своей роли[19].
- Александра Шипп — Ороро Монро / Шторм: 
Молодая сирота-мутант, которая может контролировать погоду. Апокалипсис нашёл её в Каире. Шипп частично сбрила голову, чтобы сделать ирокез для роли[20][21].
- Лана Кондор — Джубили: 
Ученик-мутант в школе Чарльза, обладающая способностью создавать псионическую энергию в виде плазмоидов[12][22]. Обсуждая свой первый день в фильме «Люди Икс: Апокалипсис», Кондор говорит: «Я была совсем новенькой, и это была моя первая роль. Я никогда раньше не была на съёмочной площадке или перед камерой, поэтому я не знала, чего ожидать. В первый день мы снимали сцены в торговом центре на тему 80-х годов с сотнями статистов в экипировке 80-х, а также съёмочной группой и камерами. Это было сюрреалистично… Это намного проще, когда у тебя есть костюм, так как это помогает воплотить всё в жизнь. У нее есть её культовая желтая куртка, которая является основным продуктом. Она очень смелая и уверенная, как и она. Многие из ее костюмов — супер 80-х. Я также слушала музыку 80-х, и это помогло»[23]
- Оливия Манн — Псайлок: 
Мутант с псионическими способностями. Её способностями являются проецирование фиолетовой психической энергии, обычно в виде энергетического лезвия, которое может прожигать металл. Манн описала Псайлок как «очень смертельную, очень мощную и очень сильную»[24]. Она практиковала бой на мечах, готовясь к роли[25].

Также, Каролина Бартчак сыграла Магду, жену Эрика Леншера и мать их дочери-мутанта Нины Гурзски. Магда и Эрик счастливо жили в Польше, спрятавшись вдали от мира. Она и её дочь убиты, когда ополчение приходит искать Эрика после того, как он случайно разоблачает, кто он, пытаясь спасти коллегу. Томас Лемаркус сыграл Калибана, мутанта, способного чувствовать и отслеживать других мутантов, рестлер Густав Клоуд сыграл Пузыря, противника Ангела в подпольном бойцовском клубе. Моник Гэндертон, Уоррен Шерер, Рошелль Окойе и Фрейзер Айтчесон сыграли всадников Аопалаипсиса, Смерть, Мора, Голод и Войну соответственно. Зехра Леверман повторила свою роль матери Ртути, мисс Максимофф.
Хью Джекман сыграл Логана / Росомаха, в его облике Оружия X. В той же сцене Брайан Сингер появился в камео охранника, которого убивает Росомаха, когда он пытается сбежать из комплекса. Со-создатель Людей Икс Стэн Ли и его жена Джона Ли появлялись в камео в роли прохожих, ставших свидетелями запуска ядерных ракет по всему миру; это был последнее кинопоявление Джоан перед её смертью в следующем году. Желько Иванек появился в камео в роли учёного Пентагона. В удаленной сцене Скотт показывает Джин запись от Ослепительной. Сцены нет в театральной версии, но она включена видео-издание.
Журналистка Джессика Савич и актёры Лесли Пэрриш и Майкл Форест (на архивных кадрах с диалогами в эпизоде сериала «Звёздный путь: Оригинальный сериал» «Who Mourns for Adonais?») также появились в камео.

## Производство

### Разработка
Фильм был анонсирован Брайаном Сингером в декабре 2013 года через Twitter до выхода фильма «Люди Икс: Дни минувшего будущего». В том же месяце Саймон Кинберг, Дэн Харрис и Майкл Догерти присоединились к работе над сюжетом фильма. По словам Сингера, в фильме основное внимание будет уделено происхождению мутантов и будут представлены молодые версии Циклопа, Джин Грей и Шторм. Сингер также сказал, что он рассматривает появление Гамбита и молодой версии Ночного змея. По словам Кинберг, действие должно было происходить в 1983 году и завершать трилогию, которая началась фильмом «Люди Икс: Первый Класс». В сентября 2014 года 20th Century Fox официально объявила, что Сингер будет режиссёром фильма. Сингер назвал фильм «некоторым завершением шести фильмов о Людях Икс, но возможным возрождением более молодых, новых персонажей» и «истинным рождением Людей Икс».

### Сценарий
Он будет касаться исторических мутантов, то есть глубокого прошлого, происхождения мутантов и тому подобного. Это то, что всегда интригует меня, когда мы думаем о наших богах, нашей истории, чудесах и силах.
Сингер сказал, что Апокалипсис является основным направлением фильма. Кинберг сказал, что молодые версии Скотта Саммерса, Шторма и Джин Грей, появляющиеся в фильме, являются «такой же частью фильма, как и основной актёрский состав». Он описал Саммерса как «ещё не чистого лидера», Шторм как «загадачного персонажа, которая идёт по неправильному жизненному пути», а Грей как «сложную, интересную и не совсем взрослую». Кинберг также сказал, что фильм передаёт драматический сюжет и эмоции последних двух фильмов и что он действует как кульминация главных героев, которых играют Лоуренс, Макэвой, Фассбендер и Холт. Кинберг сказал, что «Первый класс», «Дни минувшего будущего» и «Апокалипсис» сформировали трилогию о Мистик, заявив,
Она начинает в «Первом классе» полностью на стороне Чарльза, в итоге следует за Эриком, а затем мы находим её в «Днях минувшего будущего», и она сама по себе, потому что Эрика нет. В этом фильме она на своей стороне, но к концу фильма её тянет к Чарльзу, и она стреляет в Эрика. Затем в «Апокалипсисе» она возвращается к Чарльзу. Существует повествование о полном круге этой маленькой трилогии, которая посвящена Мистик, начиная с Чарльза в особняке и заканчивая Чарльзом в особняке, но не как та самая робкая маленькая девочка, которую мы встретили в «Первом классе».
Кинбергу заплатили 8 миллионов долларов за написание сценария, столько же, сколько он получил за «Дни минувшего будущего». Сюжет был частично вдохновлен сюжетной аркой «The Fall of the Mutants».

### Кастинг
В октябре 2014 начался кастинг фильма. В ноябре Сингер подтвердил, что Оскар Айзек сыграет Апокалипсиса. В январе 2015 года Сингер объявил, что Александра Шипп, Софи Тёрнер и Тай Шеридан сыграют молодых Шторм, Джин и Циклопа соответственно. Грейс Фултон, которая играла Мэри Марвел в фильмах Шазам», ранее рассматривалась на роль Джин, но проиграла Тёрнер. Эшли Бенсон также рассматривалась на роль Джин Грей. В том же месяце Кинберг подтвердил, что Роуз Бирн повторит свою роль Мойры Мактаггерт. В феврале Коди Смит-Макфи был выбран на роль Ночного Змея, Бен Харди был выбран на нераскрытую роль. В марте Сингер объявил, что Лана Кондор была выбрана на роль Джубилейшен Ли. В апреле Сингер подтвердил, что Харди будет играть Ангела, Оливия Манн будет играть Псайлок, а Лукас Тилл вернется в роли Хавока. В мае Кинберг объявил в фильме появится Калибан. В июле Холт рассказал на шоу Conan, что Джош Хелман вернётся к роли Уильяма Страйкера.. В апреле 2016 года Хью Джекман подтвердил, что он появится в эпизодической роли Логана / Росомаха.

### Съёмки
Съёмки начались 27 апреля 2015 года в Монреале, Канада. В конце августа съёмки были закончены Дополнительные съемки проходили в январе 2016 года.
Австралийская компания Rising Sun Pictures предоставила эффекты для остановки времени Ртути, эффекты быстрого движения в сцене спасения особняка, а также другие эффекты, в том числе когда Циклоп разжигает любимое дерево профессора Ксавьера пополам. Аэрофотосъёмки заснеженных гор, когда Страйкер летел на своём вертолете на секретную базу, была предоставлена компанией SmartDrones из Сент-Альберта, Альберта, Канада. В какой-то момент Сингер покинул производство на 10 дней, заставив сценариста Саймона Кинберга занять его место. Сингер утверждал, что у него проблемы с щитовидной железой, и ему пришлось лечиться в Лос-Анджелесе.

### Музыка
2 марта 2015 года было объявлено, что Джон Оттман, который выступал композитором к фильмам «Люди Икс 2» и «Люди Икс: Дни минувшего будущего», вернётся, чтобы написать музыку к «Апокалипсису». 20 мая 2016 года вышел официальный саундтрек. Также в фильме присутствует ремикс второй части Симфонии № 7 Людвига ван Бетоховена под названием «Beethoven Havok» и две песни «Sweet Dreams (Are Made of This)» дуэта Eurythmics и «The Four Horsemen» группы Metallica.

### Визульные эффекты
Визуальные эффекты были созданы компаниями Moving Picture Company и Hydraulx, супервайзерами выступили Андерс Лэнгландс и Колин Штраузе при поддержке Digital Domain, Cinesite и Rising Sun Pictures.

## Маркетинг
В июле 2015 года Сингер, Ли, Хью Джекман и актёры Макэвой, Фассбендер, Лоуренс, Исаак, Холт, Манн, Питерс, Смит-Макфи, Тёрнер, Шеридан, Шипп, Кондор, Тилл и Харди выступили с презентацией на San Diego Comic-Con, где был показан первый тизер-постер фильма с участием Эн Сабах Нура и обломков Особняка Икс. Был показан фрагмент из фильма.
В октябре 2015 года Mars Chocolate в партнёрстве с 20th Century Fox использовал шоколад M&M в своих рекламных материалах. Сделка включала в себя розничные дисплеи и специальную маркировку на упаковке, телевизионную и кинорекламу, а также посты в соцсетях с персонажами M&M, смешанными с элементами Людей Икс. Первое изображение конфет M&M в костюмах Шторм и Магнето было выпущено в день объявления.
В декабре 2015 года Kia Motors сотрудничала с 20th Century Fox для создания индивидуального Kia Sportage для продвижения фильма. Автомобиль, спроектированный в честь Мистик, был представлен на Открытом чемпионате Австралии по теннису 2016 года. Это второй проект Kia «X-Car» после Kia Sorento, настроенного для выхода на видео «Дне минувшего будущего» и Открытого чемпионата Австралии по теннису 2016 года. Трейлер, выпущенный в том же месяце, подвергся критике со стороны Раджана Зеда, базирующегося в США инду-священнослужителя, который заявил, что часть, где Апокалипсис утверждает, что его называли «Кришной», была оскорблением индуистской религии, и потребовал, чтобы Сингер удалил все отсылки на Кришну из трейлера и самого фильма. Они были удалены. 4 января 2016 года Kia Motors выпустила первое промо-видео автомобиля с участием испанского теннисиста Рафаэля Надаля.
Что касается персонажа «Апокалипсиса», Брайан Сингер сказал:

То, как я описываю его больше всего, самое лучшее, что он для меня — Бог Ветхого Завета и всё, что с этим связано. Если не будет порядка и поклонения, то я открою Землю и проглочу тебя целиком, и это был Бог Ветхого Завета. Я начал оттуда, и когда мы с Оскаром встретились, мы начали обсуждать, поскольку он на самом деле не Бог, возможно, он первый мутант, но он не обязательно Бог, он пропитан определёнными уникальными способностями. Некоторые из них могут быть или не быть с этой Земли, мы не знаем.
В апреле 2016 года Coldwell Banker в партнерстве с 20th Century Fox выставила Особняк Икс на продажу за 75 миллионов долларов. Вымышленный список включал видеоэкскурсию по особняку и истории дома с точки зрения таких персонажей, как Чарльз Ксавьер и Скотт Саммерс. Поддельное имущество было перечислено агентом Калой В. Ромедрен, анаграммой для Рэйвен Даркхолм. В том же месяце Fox выпустила faux телешоу под названием «In the Footsteps of …», рассказанное Джорджем Такэем, вдохновлённое классическим сериалом In Search of…, которое рассказывает о происхождении Эна Сабаха Нура. В мае 2016 года Fox выпустила фальшивую телевизионную рекламу Школы Ксавьера с Ланой Кондор в роли Джубили. Через неделю они также выпустили видео-голосовое сообщение по почте и фальшивое телешоу под названием Fables of the Flush & Fabulous с Робином Личем, которое вдохновлено шоу Лича Lifestyles of the Rich and Famous.

### Споры о рекламных щитах
Рекламные щиты в Лос-Анджелеск и Нью-Йорке, рекламирующие фильм, вызвали споры за то, что показали изображение Апокалипсиса, удушающего Мистик, критики говорят, что реклама выступает за насилие над женщинами. Среди тех, кто выступал против материала, была актриса Роуз Макгоуэн, которая сказала The Hollywood Reporter: «Существует серьезная проблема, когда мужчины и женщины на 20th Century Fox считают, что случайное насилие в отношении женщин — способ продвижения фильма на рынке. В рекламе нет контекста, только женщина, которую душили. Тот факт, что никто не отметил это, оскорбительно и, честно говоря, глупо». Извиняясь за рекламный щит, Fox заявила, что намерена удалить этот фрагмент.

## Прокат
Мировая премьера состоялась 9 мая 2016 года в Лондоне. 18 мая фильм вышел на 20 796 экранах в 76 международных рынках, за неделю до дебюта в Северной Америке. Фильм вышел в форматах 3D, 4DX и 2D, а также в IMAX 3D в выбранных международных рынках, используя DMR. 25 мая фильм вышел в Корее а 3 июня — в Китае. 11 августа фильм вышел в Японии.

### Выход на видео
9 сентября фильм был выпущен в цифровом формате компанией 20th Century Fox Home Entertainment а 4 октября на DVD, Blu-ray, 3D Blu-Ray и Ultra HD Blu-ray. Фильм возглавил национальные чарты продаж домашнего видео за неделю, закончившейся 9 октября 2016 года.
17 июля 2020 года фильм вышел на стриминговом сервисе Disney+.

## Реакция

### Кассовые сборы
Фильм заработал 155,4 миллиона долларов в США и Канаде и 388,5 миллионов долларов на других территориях, в общей сложности 543,9 миллиона долларов при бюджете в 178 миллионах долларов. Фильм стал третьим касссовым фильмом в серии после фильмов «Дэдпул» и «Люди Икс: Дни минувшего будущего». Он заработал на 27% меньше, чем «Дни минувшего будущего».
Фильм вышел в США 27 мая 2016 года, вместе с фильмом « Алиса в Зазеркалье» и по прогнозам должен был заработать около 80 миллионов долларов из 4150 кинотеатров за три дня открытия и до 100 миллионов долларов за четырёхдневные выходные Дня повиновения. Он заработал 8,2 миллиона долларов на предпоказах в четверг в 3 565 кинотеатрах (больше, чем его предшественник, который заработал 8,1 миллиона долларов). В день выхода он собрал 26,4 миллиона долларов (включая предпоказ), что является четвёртой низкой суммой франшизы в день выхода. За первые три дня он заработал 65,8 миллионов долларов, заработав 79,8 миллионов долларов за четырёхдневные выходные Дня поминовения, аключая 9 миллионов долларов от 480 широкоформатных экранов и 19 миллионов долларов от экранов RealD. Во второй уик-энд фильм заработал  22,3 миллиона долларов (сборы снизились на 66,1%), заняв второе место в прокате после фильма «Черепашки-ниндзя 2».
За неделю до выхода в США фильм был выпущен на 76 рынках и заработал 101,5 миллиона долларов с 20 796 кинотеатров в выходные 18 мая. Он дебютировал на первом месте на 71 из этих рынков, при этом IMAX внёс 5 миллионов долларов с 246 кинотеатров на 57 рынках, в то время как с RealD фильм заработал 18,4 миллиона долларов. Он побил рекорды дня выхода Fox на Филиппинах (4,9 миллиона долларов), в Индии (3,4 миллиона долларов), Индонезии (3,1 миллиона долларов), Сингапуре (2,8 миллиона долларов), Таиланде (2,7 миллиона долларов) и Колумбии (1,9 миллиона долларов), а также имел самый кассовых выхода франшизы «Люди Икс» на 33 рынках, включая Россию (6,5 миллиона долларов). Его главными выходами были Великобритания (10,5 миллионов долларов), Мексика (8,6 миллионов долларов), Бразилия (6,6 миллионов долларов), Россия (6,5 миллионов долларов) и Франция (5,9 миллионов долларов). 3 июня он вышел в Китае и заработал 59 миллионов долларов, второй по величине выход Fox в Китае и на 20 миллионов долларов больше, чем «Дни минувшего будущего». Далее он вышел в Японии 11 августа.

### Критика
На Rotten Tomatoes, фильм имеет рейтинг 47%, основанный на 334 отзывах со средней оценкой 5,6 из 10. Консенсус сайта гласит: «Перегруженный экшн и клишированный злодей отвлекают внимание от сильных исполнителей и резонансных тем, делая „Людей Икс: Апокалипсис“ посредственной главой почтимой супергеройской франшизы». На сайте Metacritic фильм имеет рейтинг 52 из 100 на основе 48 отзывов, указывая на «смешанные или средние отзывы». Аудитория, опрошенная CinemaScore, поставила фильму среднюю оценку «A−» по шкале от A+ до F, в то время как те, кто в PostTrak дал ему общий положительный балл 81% и «определенную рекомендацию» в 62%.
Скотт Мендельсон из Forbes описал фильм как «катастрофу убийства франшизы», написав: «„Люди Икс: Апокалипсис“ — своего рода невесомая, бездушная мелочь, которая заставляет супергеройские фильмы по комиксам выглядеть плохо и заставляет меня не ждать следующего фильма». Birth.Movies.Death заявил, что фильм был фиаско и низкой точкой для франшизы, критикуя его экшн-сцены, CGI, Апокалипсиса Оскара Айзека, отсутствие сюжета и пустых различных персонажей Людей Икс.
Игнатий Вишневецкий из The A.V. Club прокомментировал: «Многое из того, что делает „Люди Икс: Апокалипсис“ по праву интересное, также делает его разочаровывающим и неравномерным, поскольку Сингер и сценарист-продюсер Саймон Кинберг по-прежнему привержены структуре слишком длинного блокбастера комиксов, в комплекте с кульминацией, в которой мир должен быть спасен, используя как можно больше различных цветов энергетического луча». Майк Райан из Uproxx осудил сюжет фильма как избыточный и устаревший, утверждая: «Я понимаю: жизнь трудна для мутантов. Мы всё это получаем. Это буквально единственное, о чём мутанты, кажется, когда-либо говорят. Странно, что другие супергерои, кажется, развлекаются, но Люди Икс нет. Вот мы здесь, 16 лет спустя, и все участники всё ещё грустят. Это кажется повторяющимся». Хелен О’Хара из Empire раскритиковала повествование и выступления главного актёрского состава, заявив, что фильм «был неудачным ответом на различные прошлые славы».
Мик Ласаль из San Francisco Chronicle дал фильму положительный отзыв, назвав его «фильмом о мыслящем человеке» и похвалив его высокие ставки. Ричард Роупер назвал фильм «визуальным праздником» и похвалил его актёрский состав, сказав: «Даже хардкорные гики, которые любят устраивать свой Comic-Con, могут чувствовать небольшую усталость супергероев прямо сейчас. Пока. Вы должны перед собой видеть, как Ртуть делает своё дело».
Оскар Айзек, сыгравший заглавного героя, позже выразил свое разочарование фильмом, комментируя: «Апокалипсис, это было мучительно, я не знал, когда сказал да, что это то, что произойдёт. Что я собирался быть заключённым в клей, латекс и 40-фунтовый костюм — что я должен всегда носить охлаждающий механизм. Я никогда не мог пошевелить головой. И мне пришлось сесть на специально разработанное седло, потому что это единственное, на что я действительно мог сесть, и я был бы свёрнут в охлаждающую палатку между дублями. И поэтому я просто никогда ни с кем не разговаривал, и я просто собирался сидеть, и я не мог по-настоящему двигаться, и типа, потея в маске и шлеме. А потом снять его было худшей частью, потому что им просто приходилось часами выскабливать его». В интервью The New York Times он позже заметил, когда его спросили, что он не «отрекается от фильма», хотя он хотел бы, чтобы они немного лучше позаботились о персонаже Апокалипсиса.

### Награды и номинации
| Год  | Премия                          | Категория                                                      | Получатель(и) | Результат | Примечания      |
| ---- | ------------------------------- | -------------------------------------------------------------- | --- | --------- | --------------- |
| 2016 | AACTA Awards                    | Лучшие визуальные эффекты или анимация                         | Джон Дикстра, Мэтт Слоан, Блондель Айду, Стивен Гамильтон, Тим Кросби и Деннис Джонс                                                                               | Номинация | [ 127 ] [ 128 ] |
| 2016 | Hollywood Music in Media Awards | Лучшая музыка к фильму — научная фантастика/фэнтези            | Джон Оттман | Номинация | [ 129 ] [ 130 ] |
| 2016 | Spike Guys’ Choice Awards       | Jean-Claude Gahd Dam                                           | Оливия Манн | Победа    |                 |
| 2016 | Teen Choice Awards              | Выбор — летний фильм                                           | «Люди Икс: Апокалипсис» | Номинация | [ 131 ]         |
| 2016 | Teen Choice Awards              | Choice Movie: Hissy Fit                                        | Хью Джекман | Номинация | [ 131 ]         |
| 2016 | Teen Choice Awards              | Choice Movie: Scene Stealer                                    | Эван Питерс | Номинация | [ 131 ]         |
| 2016 | Teen Choice Awards              | Choice Movie: Breakout Star                                    | Александра Шипп | Номинация | [ 131 ]         |
| 2017 | Golden Tomato Awards            | Best Comic Book/Graphic Novel Movie 2016                       | «Люди Икс: Апокалипсис» | 4-е место | [ 132 ]         |
| 2017 | People’s Choice Awards          | Любимая актриса                                                | Дженнифер Лоуренс | Победа    | [ 133 ]         |
| 2017 | People’s Choice Awards          | Любимая актриса в боевике                                      | Дженнифер Лоуренс | Номинация | [ 133 ]         |
| 2017 | People’s Choice Awards          | Любимый боевик                                                 | «Люди Икс: Апокалипсис» | Номинация | [ 133 ]         |
| 2017 | Сатурн                          | Лучший фильм — экранизация комикса                             | «Люди Икс: Апокалипсис» | Номинация | [ 134 ]         |
| 2017 | Сатурн                          | Лучшая режиссура                                               | Брайан Сингер | Номинация | [ 134 ]         |
| 2017 | Сатурн                          | Лучший грим                                                    | Чарльз Картер, Рита Чиккоцци и Розалина Да Силва | Номинация | [ 134 ]         |
| 2017 | Visual Effects Society Awards   | Выдающаяся композиция в фотореалистичном полнометражном фильме | «Побег Ртути» — Джесс Бернхайм, Алана Ньюэлл, Энди Пил и Мэтью Шоу                                                                                                 | Номинация | [ 135 ]         |
| 2017 | Nickelodeon Kids’ Choice Awards | Favorite Squad                                                 | Джеймс Макэвой, Александра Шипп, Софи Тернер, Дженнифер Лоуренс, Майкл Фассбендер, Николас Холт, Эван Питерс, Тай Шеридан, Бен Харди, Коди Смит-Макфи, Оливия Манн | Номинация | [ 136 ]         |

## Сиквел
В мае 2016 года Саймон Кинберг заявил, что следующего фильма о Людях Икс будет происходить 1990-х годах. Он отдельно сказал, что сцена после титров, в которой упоминается Essex Corporation, была связана с фильмом «Логан», и что это может иметь связи с фильмом «Гамбит» а также в следующем фильме о Людях Икс Брайан Сингер сказал, что ему было бы интересно, чтобы злодей Proteus был в фильме о Людях Икс. Он также сказал, что удёт от франшизы, но может представить себе возвращение позже в какой-либо роли. На фоне обвинений в сексуальном насилии в 2017 году Сингер ушёл из производства после того, как участвовал в самом раннем этапе производства. Продолжение фильма, «Люди Икс: Тёмный Феникс», вышло 7 июня 2019 года.